# Chaetodus noirregularis
Chaetodus noirregularis är en skalbaggsart som beskrevs av Federico Ocampo 2006. Chaetodus noirregularis ingår i släktet Chaetodus och familjen Hybosoridae. Inga underarter finns listade i Catalogue of Life.